# Гетти, Клайд
Клайд Гетти (исп. Clyde Getty, 22 сентября 1961) — аргентинский фристайлист, выступающий в воздушной акробатике, участник зимних Олимпийских игр 2002 и 2006 годов.

## Биография и карьера
Родился в Роли, штат Северная Каролина, США, в семье аргентинцев.
В 1989 году попал в национальную сборную США по фристайлу и входил в неё до 1997 года. Свой первый прыжок на международных соревнованиях совершил 17 декабря 1989 году на этапе Кубка мира во французском Ля-Плань, где стал 33-м из 39-ти участников. В 1992 году стал вторым на чемпионате США. В сезоне 1995/1996 три раза попадал в топ-10 на Кубке Северной Америки. Когда в конце 1990-х он больше не смог конкурировать в американской команде, он решил просить аргентинское гражданство. На его получение ушло три года. Благодаря смене гражданства он получил право выступить на Играх 2002 года.
На Олимпийских играх в Солт-Лейк-Сити он стал последним из участников — 25-м. Через четыре года аргентинец снова участвовал в Олимпийских играх, где также занял последнее место — 28-е. Выступив в Турине, он стал самым возрастным участником олимпийских соревнований по фристайлу за всю историю проведения, на момент участия ему было 44 года и 152 дня. Во время исполнения второго прыжка аргентинец упал при приземлении, но моментально вскочил и вскинул руки вверх, приветствуя зрителей. Никто не рассчитывал, что 44-летний спортсмен сможет подняться после такого болезненного падения.
Клайд живёт в Боулдере, штат Колорадо, работает частным преподавателем и лыжным инструктором. У него есть своя консалтинговая фирма Getty Information Systems, которая занимается компьютерными системами.
Несмотря на свой возраст, он до сих пор выступает на соревнованиях по фристайлу, являясь самым возрастным спортсменом в истории своего вида спорта. Кроме того, в сезоне 2011/2012 аргентинец показал свой лучший результат в Кубке мира. На этапе в канадском Калгари он стал 17-м.
Клайд Гетти мог выступить на Олимпийских играх в Сочи и побить свой же рекорд самого возрастного участника, но сборной Аргентины не выделили лицензию.